# Philipp Christian Bunsen
Philipp Christian Bunsen (* 1. Oktober 1729 in Arolsen; † 10. Februar 1790 in Frankfurt am Main) war ein deutscher Münzmeister in Arolsen und Frankfurt. 

## Leben
Der Sohn von Jeremias Bunsen studierte Bergbau in Clausthal. Nach dem Tod des Vaters bestellte Karl August Friedrich Fürst zu Waldeck-Pyrmont ihn 1752 als Nachfolger zum Münzmeister in Arolsen. 1755 initiierte Bunsen die Anschaffung einer Balancier-Prägemaschine für die Münzprägung. Die mangelnde Versorgung mit Edelmetallen versuchte er durch Explorationen im Kellerwald am Silberberg bei Hundsdorf und in Bergwerken bei Bergfreiheit zu beheben. Aber der Silbergehalt des gewonnenen Werkbleis mit 5 bis 6 Lot im Zentner Blei blieb unbefriedigend.
1754 heiratete er die Pfarrerstochter Christine Elisabeth Linden (1727–1807) aus Heimburg bei Blankenburg am Harz, mit der er neun Kinder hatte. Unter ihnen waren drei Söhne: Philipp Ludwig Bunsen (1760–1809) wurde Begründer des Arolser Zweiges, Johann Georg (1766–1833) der des Frankfurter und Christian Bunsen (1. April 1770 – 24. März 1837; Vater des Chemikers Robert Wilhelm Bunsen) der des Göttinger Zweiges.
Daneben bekleidete er auch das Amt des Postmeisters. Nach dem Tod des Fürsten wechselte er am 23. Oktober 1764 als Münzmeister und Stadtgeometer in die Dienste der Reichsstadt Frankfurt. 1785 beschloss der Rat der Stadt, die Frankfurter Landwehr zu schleifen und aufzuteilen. Bunsen erhielt den Auftrag, ein Gutachten über die Aufteilung zu erstellen, den Verlauf der Landwehr und ihre Grundstücke zu vermessen und aufzureißen.
1789 bat Bunsen wegen Altersschwäche und Kränklichkeit den Rat, seinen Sohn Johann Georg als Adjunkt in die Frankfurter Münze einzustellen. Kurz nach Bewilligung des Antrages starb Bunsen und sein Sohn trat am 2. März 1790 die Nachfolge als städtischer Münzmeister und Geometer an.
Zu seinen Nachkommen gehören der Chemiker Robert Wilhelm Bunsen, der Pädagoge Georg Bunsen und der Chirurg und Revolutionär Gustav Bunsen.